# Balbina de Roma
Balbina de Roma (s. II - c. 130 d. C.) fue una mártir romana del siglo II, hija de San Quirino, que cayó víctima de la persecución del emperador Adriano. Es venerada como santa por la Iglesia Católica, y su fiesta se celebra el 31 de marzo.

## Hagiografía

## Onomástico y culto público
Su festividad es el 31 de marzo. 
Usuardo habla de ella en su martirologio. Sus reliquias fueron llevadas a la catedral de Colonia durante la Edad Media.